# Luzia Inglês Van-Dúnem
Luzia Pereira de Sousa Inglês Van-Dúnem, também conhecida pelo nome de guerra Inga Van-Dúnem (Luanda, 11 de janeiro de 1948), é uma militar, política e ativista anticolonial angolana.
Filiada ao Movimento Popular de Libertação de Angola (MPLA), foi deputada pelo partido no Círculo Nacional da Assembleia Nacional entre 2008 e 2022. Nos períodos intermitentes de 1972, 1974 a 1977 e 1999 a 2021 chefiou a Organização da Mulher Angolana (OMA), sendo considerada uma das mais importantes líderes feministas africanas.

## Biografia
Inga Van-Dúnem nasceu em Luanda, capital de Angola, em janeiro de 1948, sendo filha do reverendo metodista Guilherme Inglês. Em 1961, Guilherme foi assassinado por forças coloniais no rescaldo da Revolta de 15 de Março. Em 1967, Inga Van-Dúnem mudou-se para a República do Congo, estudando no Liceu 4 de Fevereiro. Entre 1969 e 1970, frequentou um curso militar de rádio e telecomunicações na União Soviética. Em 1973, tornou-se chefe da Estação de Comunicações da Cassamba.
Em 1972 Inga Van-Dúnem foi indicada para reorganizar a Organização da Mulher Angolana (OMA), a ala feminina do MPLA, no bojo da tripla cisão do partido, sendo esta a primeira vez em que coordena, mesmo que brevemente, a OMA. Entre 1974 e 1977 fica como Coordenadora Nacional da OMA como consequência dos acordos da conferência de reunificação do MPLA realizada na Zâmbia.
Em 1974, Inga Van-Dúnem retornou para a Angola no mesmo avião do Presidente Agostinho Neto. Durante a Guerra de Independência de Angola, foi operadora radialista nas 2ª e 3ª regiões político militar. De 1976 a 1991, chefiou o centro de comunicações do comandante em chefe das Forças Armadas Angolanas.
Inga Van-Dúnem casou-se com Afonso Van-Dúnem M’binda, antigo embaixador angolano na Organização das Nações Unidas (ONU), tendo quatro filhos. Quando Afonso foi designado embaixador em 1991, Luzia coordenou o Grupo de Mulheres Africanas na ONU.
Em 1999, Inga Van-Dúnem foi eleita Secretária-Geral da OMA em substituição à Ruth Neto, sendo sucessivamente reeleita para o cargo. Neste cargo na OMA, Inga Van-Dúnem ganhou bastante protagonismo e foi inscrita, logo em sua estréia no parlamento, na segunda posição da lista dos candidatos do MPLA ao Círculo Nacional da Assembleia Nacional para as eleições legislativas de Angola de 2008, naquele momento a mulher com maior protagonismo na história do partido desde Deolinda Rodrigues. Nas eleições de 2012 e de 2017 foi inscrita, respectivamente, na posição 4 e na posição 5 da lista dos candidatos do MPLA ao Círculo Nacional da Assembleia Nacional.
Em 2014, tornou-se a primeira mulher angolana a ser promovida ao posto de oficial general das Forças Armadas Angolanas; a promoção foi decretada pelo Presidente José Eduardo dos Santos.
Em 2021 Inga Van-Dúnem foi substituída como Secretária-Geral da OMA por Joana Domingos dos Santos Filipe Tomás Martins.
Foi inscrita na posição 87 na lista do MPLA para o círculo nacional nas eleições gerais de Angola de 2022. Somente 67 candidatos do partido se elegeram pelo círculo nacional. Assim, após muitos anos no parlamento, Inga Van-Dúnem ficou na suplência e sem titularidade de uma cadeira legislativa.